# 優勝ペナント

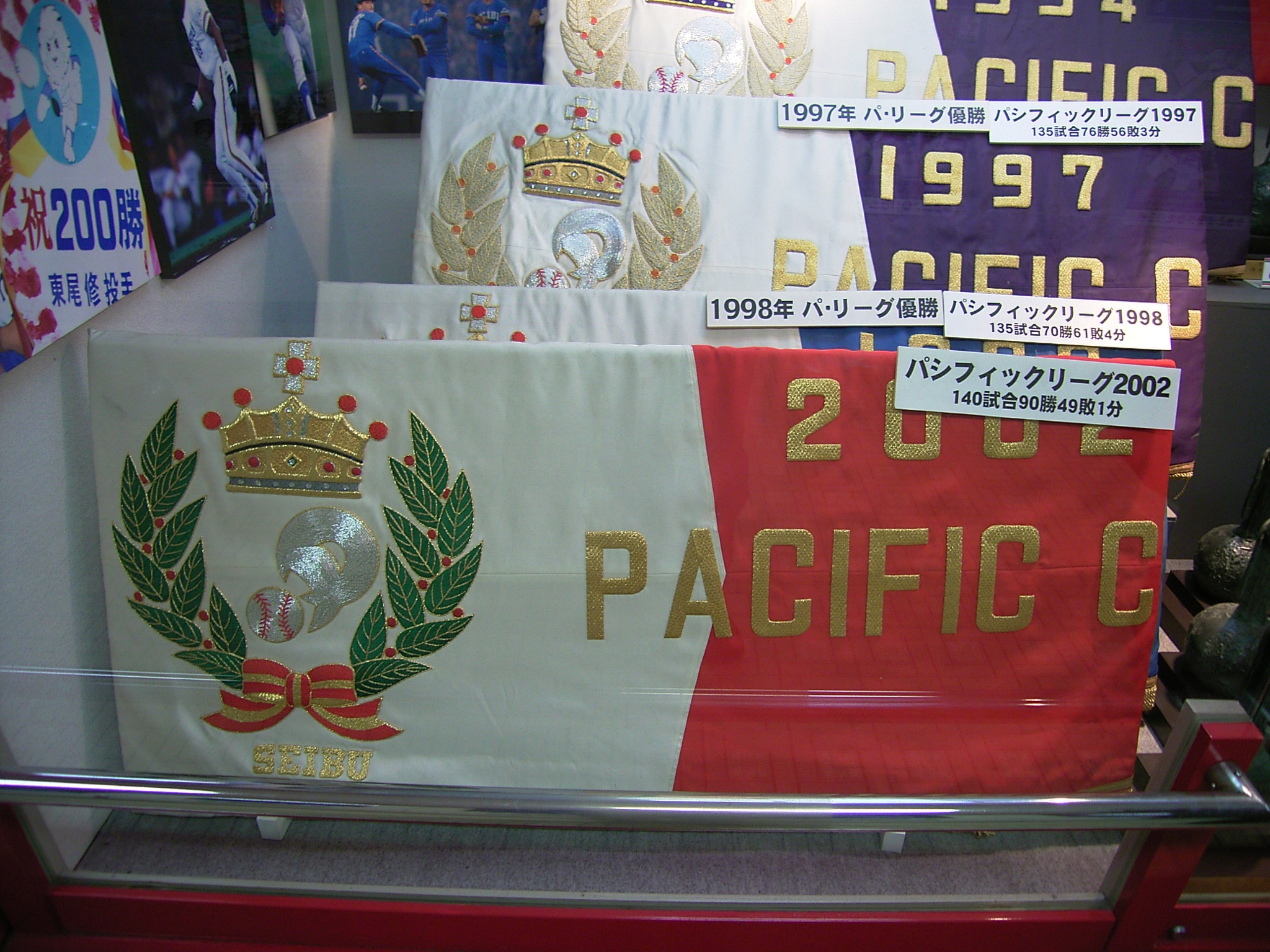
パシフィック・リーグの優勝ペナント（西武ライオンズ）

優勝ペナント（ゆうしょうペナント）は、日本野球機構（NPB）が管轄するプロ野球のリーグ戦並びに日本シリーズの優勝チームに贈呈されるペナントまたは優勝旗のこと。

## 概要
以下は「プロフェッショナル野球協約」における定義。
プロ野球リーグの優勝チームに贈られる優勝旗は、1リーグ（日本野球連盟）の時代は一般的なスポーツ大会優勝チームに贈られる四角形の優勝旗だった。
その後2リーグに分裂してからは、パシフィック・リーグは1982年ごろまでは従来の四角形の優勝旗を使っていたが、セントラル・リーグと日本シリーズでは第1回大会（1950年）からペナントが贈呈されている。
NPBにおいて「公式戦」と位置付けられるセントラル・リーグ及びパシフィック・リーグのリーグ戦は、『ペナントレース』とも呼ばれる。
現在は
- セントラル・リーグは「（優勝チームの英語でのニックネーム）（西暦年度）Central League Champions=セントラル野球連盟選手権の意」（かつてはCENTARL'S CHAMPIONSHIP→CENTRAL CHAMPIONSHIPと表記）がプリントされた白地に紺色で縁取りされたペナント
- パシフィック・リーグはレギュラーシーズン1位チームには従来の四角形の優勝旗（「優勝」と大きく刺繍されている）、プレーオフトーナメントを制してリーグ戦優勝に輝くと「（西暦年数）Pacific Champions=パシフィック野球連盟選手権の意」と左端に月桂樹の刺繍が入ったペナント（バックのカラーは毎年変わる）（2006年まで）
- 日本シリーズはパ・リーグのリーグ優勝とほぼ同じデザインのペナントに「（NPBマーク）（西暦年数）Nippon Champions」の刺繍が入ったもの、1970年代以降は基調色を赤・紫・緑・コバルト・牡丹色の順で毎年変え左側の月桂樹とボールの刺繍部分は橙色を基本に赤の年は青色・青の年は黄色とする[3]

が、それぞれ優勝したチームに贈呈されている。
パ・リーグと日本シリーズは、単色に白文字で「（西暦年数、左上に小さく）NIPPON（パリーグなら「PACIFIC」） CHAMPIONS（中央に大きく）」と抜かれている別の旗がチャンピオンフラッグとして存在するが、セ・リーグにはなくペナントがその役割を兼ねている。チャンピオンフラッグは翌年度の公式戦開催期間中の主催ゲーム会場に掲揚され、リーグ戦と日本シリーズ両方を制覇した場合には、両方のチャンピオンフラッグを球団旗に続けて掲げる事が認められている。
- コナミ杯アジアシリーズでは、濃い赤色の生地に大会ロゴ（4連盟の紋章及び巴を描いて飛ぶ4つのボールと「KONAMI CUP Asia Series（年号）」の文字　この部分だけ白地）と「ASIA CHAMPIONS」の文字が入ったものが使われる。